# Pierre Suu
Pierre Suu (né Pham-Van-Suu à Antony le 12 février 1965) est un photographe de presse français célèbre pour avoir été, en tant que paparazzi, le co-auteur avec Sébastien Valiela des photographies de Mazarine Pingeot et de François Mitterrand devant le restaurant Le Divellec à Paris.
Aujourd’hui contributeur de l’agence Getty Images en tant que photographe de célébrités, il vit et travaille à Paris.

## Biographie
- Lycée à Saint-Germain.
- 1984 : rentre à Sipa Press comme archiviste.
- 1986 : le patron de l’agence, Gökşin Sipahioğlu, lui donne sa chance et le nomme photographe en titre.
- 1988-1991 : correspondant de Sipa Press à Los Angeles.
- 1993-1994 : paparazzi en pool avec Sébastien Valiela.
- 1994-2006 : paparazzi pour diverses agences de presse photographique.
- 2007-2012 : paparazzi en pool avec Sébastien Valiela.
- Depuis 2012 : contributeur de l’agence Getty Images en tant que photographe de célébrités.

## La planque et le making-off de la photographie de Mitterrand et sa fille
Plusieurs mois de planque et un téléobjectif de 500 mm équipé de deux doubleurs de focale donnant l'équivalent d'un 2 000 mm (plus un recadrage à l'agrandissement donnant un cliché final équivalent à une prise de vue faite avec un 3 000 mm)

## Publications
- Avec Sébastien Valiela, « Mitterrand et sa fille. Le tendre geste d’un père », dans : Paris-Match, 10 novembre 1994, couverture et p. 52–55.
- Avec Sébastien Valiela et David Ker, « Mitterrand, la vie recommence à Venise », VSD, no 932 du 6 au 12 juillet 1995, p. 52-59.
- Avec Stéphane Denis, « Mazarine pose pour Paris-Match », dans : Paris-Match, no 2533, du 27 juillet 1995, couverture et p. 48–55.
- Nie allein, dans : Gala (édition allemande), Heft 29, 21 July 1996, p. 14-17.

## Pour approfondir